# Mittegroßefehn
Mittegroßefehn ist einer der 14 Ortsteile der Gemeinde Großefehn. Das Reihendorf liegt westlich der Bundesstraße 72 etwa zwölf Kilometer südöstlich von Aurich zwischen Westgroßefehn und Ostgroßefehn.

## Geologie und Geografie
Ursprünglich war das 3,76 km² große Ortsgebiet vollständig von Moorgebieten bedeckt. Diese sind heute vollständig abgetorft. Heute dominieren im Norden lehmige Gley-Podsol-Böden sowie im Süden sandige Podsol-Böden. Nordwestlich und westlich begrenzt die Niederung der Flumm Mittegroßefehn. Der Ort liegt auf einer Höhe von etwa 2,6 bis 3,6 m über NN.

## Geschichte

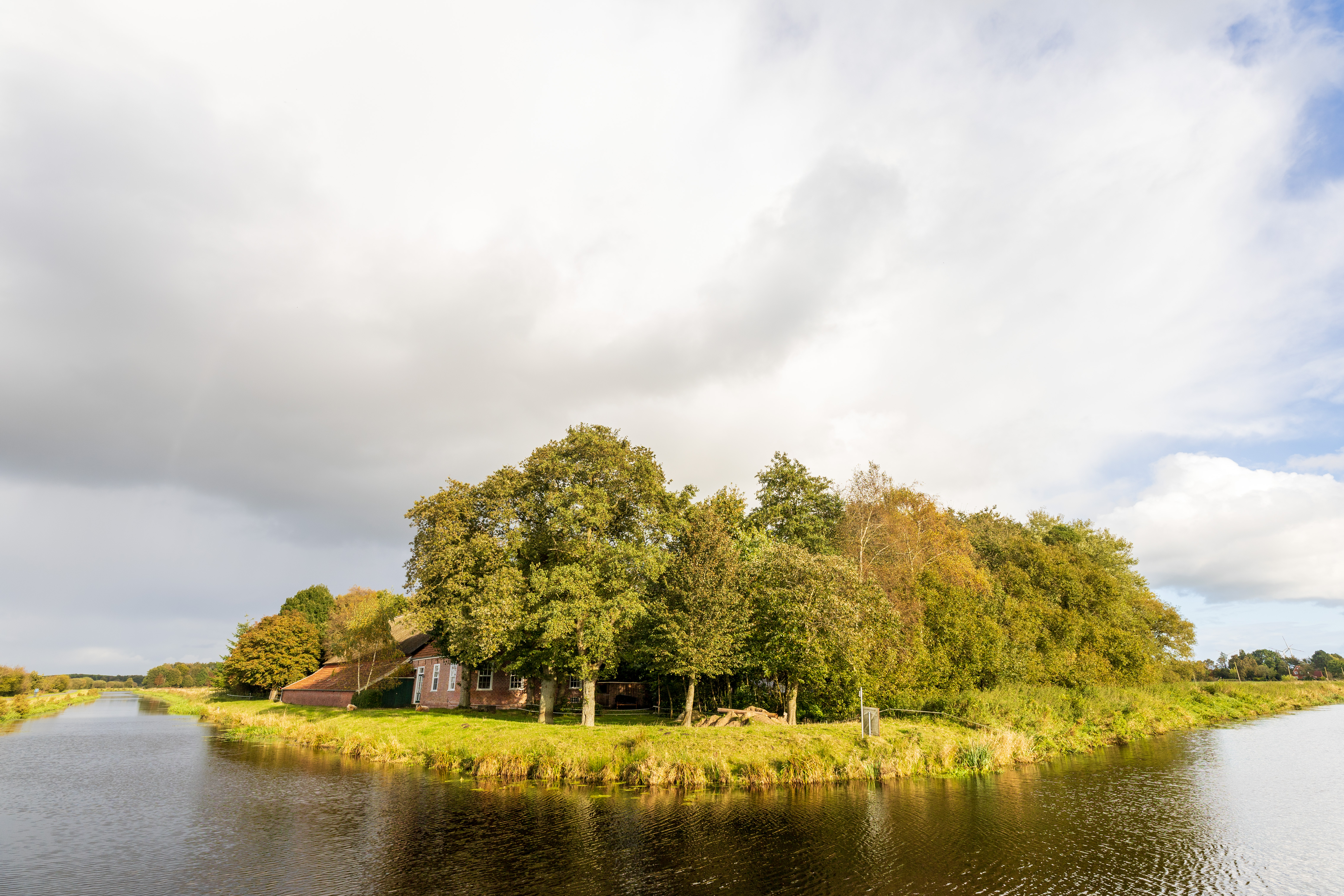
Gulfhof am Langerack

Die Geschichte Großefehns begann im Jahr 1633, als die vier Emder Kaufleute Simon Thebes, Claas Behrends, Cornelius de Rekener und Gerd Lammers von Graf Ulrich II. von Ostfriesland die Erlaubnis erhielten, das noch unkultivierte Hochmoor durch das Anlegen von Fehnkanälen nach niederländischem Vorbild abzutorfen. Diese dienten zum einen der Entwässerung des Moorgebietes, zum anderen als Transportader. Ihre Ufer waren daher ein idealer Siedlungsraum für die Kolonisten. Die vier Emder gründeten zu diesem Zweck die Großefehn-Kompanie (Großefehn-Gesellschaft) als Firma, an der sie die Anteile hielten. Das erste zu kultivierende Areal umfasste eine Fläche von 400 Diemat. Die Kaufleute erhielten die Fläche in Erbpacht und verpachteten sie an die Kolonisten weiter. Großefehn ist somit die älteste nach diesem Typus angelegte Fehnkolonie Ostfrieslands.
Die Kolonie wuchs in der Folge stetig. Damit ging der Ausbau des Fehnkanals einher, der 1760 bis an die heutige Bundesstraße (die Ostgrenze des Siedlungsgebiets Mittegroßefehns) heranreichte, auf der in den 1830er Jahren die erste Chaussee Ostfrieslands von Leer nach Aurich errichtet wurde. Die dadurch abgeschnittene Wieke im Osten wurde mit einem Graben an den Hauptkanal angeschlossen und das neue Siedlungsgebiet westlich der Chaussee der Gemeinde Ostgroßefehn zugeordnet. In der zweiten Hälfte des 19. Jahrhunderts verlor der Ort seinen Fehncharakter. In dieser Zeit entstand an der Schrahörnstraße ein neues Zentrum, während die älteren, niedrig gelegenen Siedlungsreihen am Dwarsrack und Langerack aufgegeben wurden. Seit 1868 war Mittegroßefehn eine politische Gemeinde, die am 1. Juli 1972 in der Gemeinde Großefehn aufging.

### Entwicklung des Ortsnamens
Mittegroßefehn wird erstmals im Jahre 1633 als Timmeler Fehn genannt. Spätere Bezeichnungen sind Timmler groote Fehn, Norder Ehefehn, t’ Groote Ehefehn  sowie Mittel Commune Großefehn. Der heutige Ortsname ist seit 1885 geläufig. Er bezeichnet das Große Fehn bei Timmel an dem Wasserlauf der Norder Ehe und dessen Mittellage zwischen West- und Ostgroßefehn.

### Einwohnerentwicklung
| Jahr | Einwohnerzahlen |
| ---- | --------------- |
| 1821 | 375             |
| 1835 | 596             |
| 1848 | 566             |
| 1871 | 656             |
| 1885 | 558             |
| 1905 | 467             |
| 1925 | 433             |
| 1933 | 473             |
| 1939 | 460             |

| Jahr | Einwohnerzahlen |
| ---- | --------------- |
| 1946 | 667             |
| 1950 | 680             |
| 1956 | 732             |
| 1961 | 724             |
| 1970 | 901             |
| 1972 | 935             |
| 2005 | 1033            |
| 2007 | 1054            |

## Politik
Der Ortsrat, der den Ortsteil Mittegroßefehn vertritt, setzt sich aus sieben Mitgliedern zusammen. Die Ratsmitglieder werden durch eine Kommunalwahl für jeweils fünf Jahre gewählt. Die aktuelle Amtszeit begann am 1. November 2021 und endet am 31. Oktober 2026.
Bei der Kommunalwahl 2021 ergab sich folgende Sitzverteilung:
- Wählergemeinschaft Mittegroßefehn (WGM): 7 Sitze

## Tourismus
Die typische Fehnlandschaft ist für Touristen attraktiv: Der Fehnkanal, der von Wiesmoor über Ostgroßefehn, Mittegroßefehn und Westgroßefehn als Fehntjer Tief in Richtung Emden verläuft, und die weitläufigen Weideflächen (Meeden) sind zur Erkundung mit dem Fahrrad oder auch per Boot oder Schiff geeignet. Im Norden grenzt der Ortsteil an das „Naturschutzgebiet Flumm/Fehntjer Tief“, in dem diese Landschaft durch extensive Bewirtschaftung besonders geschützt und erhalten wird.
Das Wahrzeichen des Ortes ist die 1857 eingeweihte Mittegroßefehner Kirche.

## Bildung
Der von der Kirchengemeinde betriebene Kindergarten Arche und die Grundschule Mittegroßefehn stellen die Betreuung und Bildung der Kinder des Ortsteils sicher. Zum Einzugsbereich der Grundschule gehören außerdem die Ortsteile Westgroßefehn, Timmel und Ulbargen sowie Teile von Ostgroßefehn.

## Wirtschaft
Eine Reihe von Fachgeschäften bietet Einkaufsmöglichkeiten für Einwohner und Touristen. Eine Besonderheit stellt der vom Leinerstift betriebene Backshop mit Café dar, welcher den ehemaligen Dorfladen ersetzt. Der Supermarkt mit angeschlossenem Second-Hand-Laden bot von 2010 bis 2019 benachteiligten Jugendlichen Möglichkeiten zum Einstieg ins Arbeitsleben.